# Bodil Hark
Bodil Hark, död 27 augusti 1614, var en dansk kvinna som avrättades för häxeri i Ribe, vars protokoll från 1572–1652 är de mest välbevarade av alla danska häxprocesser, och därför har blivit de bäst undersökta av de danska häxprocesserna. 
Hon var dotter till Hans Christensen Vodder och Ingeborg Harks och gift med borgaren Peder Christensen i Ribe.
Hon angavs 1610 av sin mor Ingeborg Hark när denna torterades för att själv vara häxa. Modern tog tillbaka detta när tortyren var över. Under tortyr uppgav Bodil att hon hade lärt trolldom av sin mor, som en natt hade tagit henne till sankt Peters kirkegård, där hon mötte Satan och förlovade sig med en dvärg i kyrkan. 
Hon avrättades genom bränning på bål.